# Heckler & Koch HK417
Heckler & Koch HK417 — автоматична гвинтівка калібру 7,62 мм, створена на основі HK416 у Німеччині. Використовується збройними формуваннями, загонами спеціального призначення і поліцією. Перевагами HK417 над попередником, HK416, є тип патрона (у HK417 використовується 7.62×51mm NATO, а у HK416 — 5,56×45mm NATO), прицільна дальність і довжина ствола. Недоліками у порівнянні зі старішою версією є: менша швидкострільність, початкова швидкість кулі, місткість магазина і велика вага.

## Варіанти

### Моделі для військових та правоохоронних органів
Моделі HK417:
- HK417 12″ «Assaulter»: карабін з довжиною ствола 304,8 мм (12 дюймів) (стандартна обробка)
- HK417 16″ «Recce»: «розвідницька» гвинтівка з довжиною ствола 406,4 мм (16 дюймів) (стандартна або покращена обробка)
- HK417 20″ «Sniper»: «снайперська» гвинтівка з довжиною ствола 508,0 мм (20 дюймів) (покращена обробка)

### Цивільний варіант

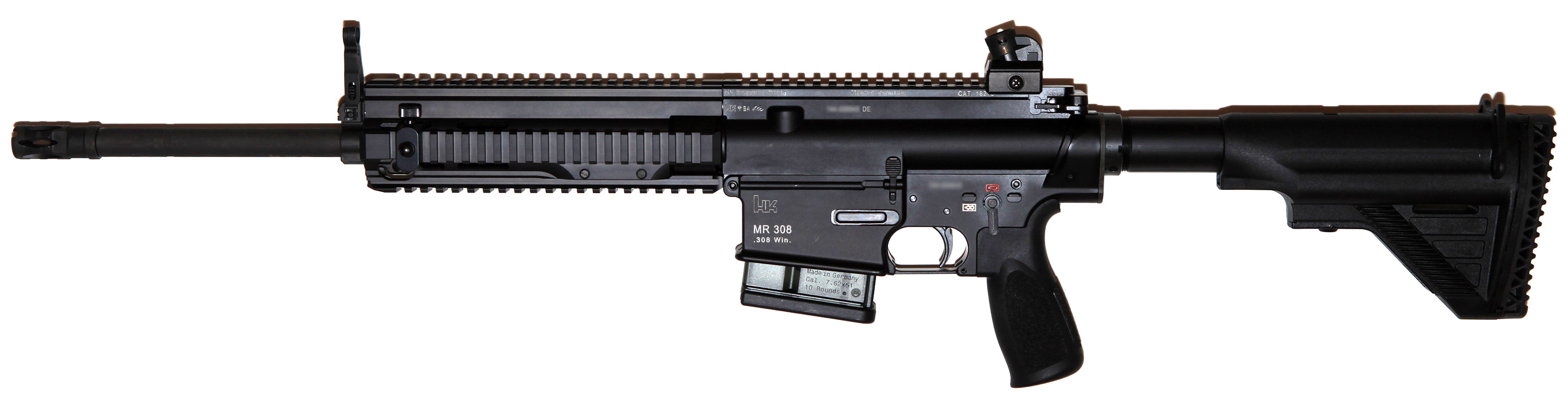
MR308 — цивільний варіант HK417

MR308 — цивільний варіант HK417, представлений у 2007 році разом із MR556, цивільним варіантом HK416. MR308 — напівавтоматична гвинтівка з декількома «спортивними» характеристиками. 2009 року на виставці SHOT Show дві гвинтівки були представлені на американському цивільному ринку як MR762 та MR556 відповідно. Після того обидві гвинтівки замінені вдосконаленими MR762A1 та MR556A1.

### Покращені моделі

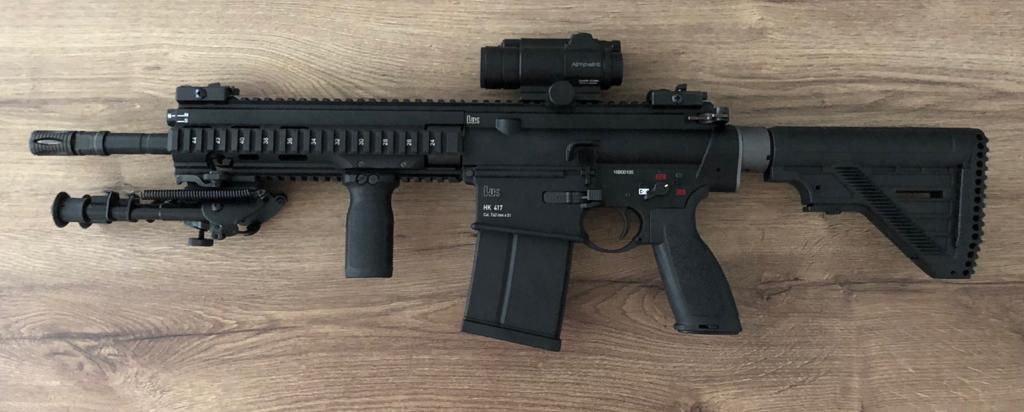
HK417A2

HK417A2 вдосконалена версія HK417. В німецький армії використовується модель HK417 A2 13″ з позначенням G27.
Вдосконалені моделі:
- HK417A2 13″: карабін з довжиною ствола 330,2 мм (13 дюймів)
- HK417A2 16,5″: гвинтівка з довжиною ствола 419,1 мм (16,5 дюймів)
- HK417A2 20″: «снайперська» гвинтівка з довжиною ствола 508,0 мм (20 дюймів)

На замовлення Бундесверу на базі цивільної моделі MR308 розроблено снайперську гвинтівку G28.
Полегшена версія гвинтівки G28, яка поставляється до армії США, отримала назву M110A1.

## Використання
Різні моделі гвинтівки використовують Бразилія, Велика Британія, Німеччина, Норвегія, Польща, США, Франція та інші.